# لوئیس ایباستا
لوئیس ایباستا (اسپانیایی: Luis Ibaseta‎; ۳۱ دسامبر ۱۹۱۳ – ۲۸ نوامبر ۱۹۸۷) بازیکن بسکتبال اهل شیلی بود. وی در بازی‌های المپیک تابستانی ۱۹۳۶ شرکت کرده‌است.